# Paulinho (labdarúgó, 1988)
Paulinho vagy teljes nevén José Paulo Bezerra Maciel vagy José Paulo Bezerra Maciel Júnior (1988. július 25. –)  brazil válogatott labdarúgó, Klubvilágbajnok és Konföderációs kupa győztes középpályás.

## Pályafutása

### Kezdetek, először Európában
A Pão de Açúcar csapatának utánpótlás-keretébe 2004-ben került fel. 2005-ben szerződést kapott a felnőttcsapatba, azonban egy év alatt nem lépett pályára.
2006-ban, tizennyolc évesen a litván fővárosi klubba, az FC Vilniusba került, itt alapember lett, felhívta magára nagyobb bajnokságok csapatainak figyelmét. 
A lengyel ŁKS Łódźhoz igazolt 2007-ben. Itt nem került be a csapat alapemberei közé, így egy év után visszatért nevelőegyesületéhez.
A Pão de Açúcarnál töltött második időszakban egy év alatt 39 meccsen játszott, sikeres szezonja után a brazil másodosztályú Bragantino játékosa lett. Itt is remekül teljesített, egy idény alatt az elsőosztályú csapatok figyelmét is felhívta magára.

### Corinthians
2010-ben a nagy nevű São Paulo-i egyesület, a Corinthians igazolta le. Itt találta meg igazi posztját, a védekező középpályás posztot.
Első gólját a csapatban 2010. május 30-án szerezte a városi rivális Santos FC ellen, ez volt a 4-2-es győzelmet hozó meccs utolsó találata.
Paulinho a csapattal megnyerte a 2011-es bajnokságot és a 2012-es Libertadores Kupát is, amelyekben nagy érdeme volt. 
2012. november 12-én a Klub vb-t nyerték meg csapatával a BL-címvédő Chelsea FC ellen, Paulo Guerrero góljával.

### Tottenham Hotspur
2013. július 6-án az észak-londoni nagycsapat, a Tottenham Hotspur játékosa lett 17.5 millió fontért. Ez egy kis ideig klubrekordnak számított, ám ugyanebben az átigazolási időszakban 30 millió fontért igazolták a csatár Roberto Soldadót. 
Paulinho augusztus 18-án debütált az újonc Crystal Palace FC ellen.

#### A válogatottban
Paulinho 2011. szeptember 14-én játszott először Brazília válogatottjában, az argentinok ellen, gólnélküli meccsen. 
Luiz Felipe Scolari behívta őt a 2013-as konföderációs kupa 23 főből álló keretébe, amit a hazájában rendeztek. 
A torna nyitómeccsén, június 15-én a Japán elleni 3-0-s győzelem során ő szerezte a második találatot.
Az Uruguay elleni elődöntőben a 86. percben ő lőtte a meccset eldöntő gólt, beállítva a 2-1-es eredményt. 
A döntőben a világ- és Európa-bajnoki címvédő spanyol válogatottat lefocizva, 3-0-ra őket megverve megnyerték a kupát.
Paulinhot a torna harmadik legjobb játékosának választották.
2024. szeptember 8-án bejelentette, hogy visszavonul a profi labdarúgástól.

## Statisztika
| No | Dátum                | Helyszín                                                 | Ellenfél  | Gól | Végeredmény | Verseny                                    |
| -- | -------------------- | -------------------------------------------------------- | --------- | --- | ----------- | ------------------------------------------ |
| 1. | 2012. szeptember 20. | Serra Dourada Stadion, Goiânia, Brazília                 | Argentína | 1–1 | 2–1         | 2012 Superclásico de las Américas          |
| 2. | 2012. október 16.    | Miejski Stadion, Wrocław, Lengyelország                  | Japán     | 1–0 | 4–0         | barátságos                                 |
| 3. | 2013. június 2.      | Maracanã Stadion, Rio de Janeiro, Brazília               | Anglia    | 2–2 | 2–2         | barátságos                                 |
| 4. | 2013. június 15.     | Nacional Mané Garrincha Stadion, Brazíliaváros, Brazília | Japán     | 2–0 | 3–0         | 2013-as konföderációs kupa                 |
| 5. | 2013. június 26.     | Mineirão, Belo Horizonte, Brazília                       | Uruguay   | 2–1 | 2–1         | 2013-as konföderációs kupa                 |
| 6. | 2016. november 10.   | Estádio Mineirão, Belo Horizonte, Brazília               | Argentína | 3–0 | 3–0         | 2018-as labdarúgó-világbajnokság-selejtező |
| 7. | 2017. március 23.    | Estadio Centenario, Montevideo, Uruguay                  | Uruguay   | 1–1 | 4–1         | 2018-as labdarúgó-világbajnokság-selejtező |
| 8. | 2017. március 23.    | Estadio Centenario, Montevideo, Uruguay                  | Uruguay   | 2–1 | 4–1         | 2018-as labdarúgó-világbajnokság-selejtező |
| 9. | 2017. március 23.    | Estadio Centenario, Montevideo, Uruguay                  | Uruguay   | 4–1 | 4–1         | 2018-as labdarúgó-világbajnokság-selejtező |

## Sikerei, díjai

### Corinthians
- Brazil bajnok: 2011
- Libertadores-kupa győztes: 2012
- Klubvilágbajnok: 2012
- Campeonato Paulista: 2013

### Kuangcsou Evergrande
- AFC-bajnokok ligája: 2015
- Kínai bajnok: 2015, 2016, 2019
- Kínai kupa: 2016
- Kínai szuperkupa: 2016, 2017

### Barcelona
- Spanyol bajnok: 2017–18
- Spanyol kupa: 2017–18

### Brazília
- Superclásico de las Américas: 2011, 2012
- Konföderációs kupa győztes: 2013